# Darja Švajger

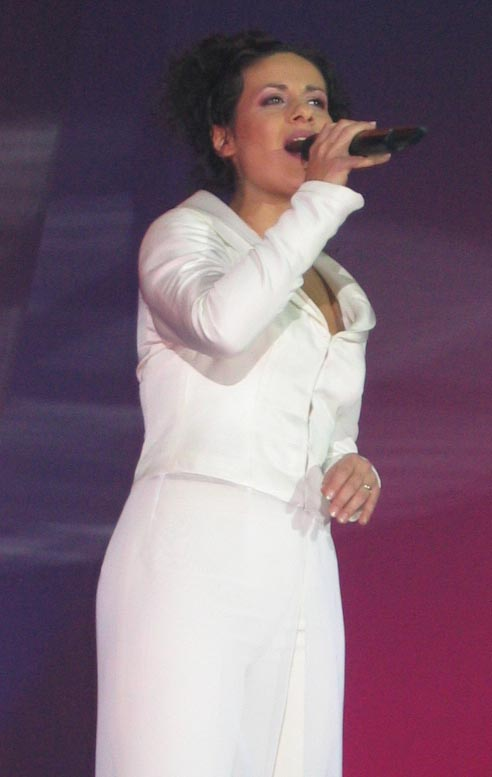
Darja Švajger

Darja Švajger (Maribor, 16 juni 1965) is een Sloveense zangeres die twee keer deelnam aan het Eurovisiesongfestival namens Slovenië.
Haar eerste deelname met het lied 'Prisluhni mi' werd beloond met de zevende plaats en 84 punten. Slovenië had bij zijn eerste deelname in 1993 zo slecht gescoord, dat het in 1994 thuis moest blijven. In 1995 werd vervolgens Darja intern verkozen door RTVSLO. Ze behaalde het beste resultaat tot nu toe voor Slovenië.
Bij haar tweede deelname, in 1999, moest ze eerst nog door de nationale voorronde: EMA. Ze won met het lied 'Se tisoč let'. Omdat dat jaar de regel werd ingevoerd dat het vrij stond de taal te kiezen, zong ze toen in Jeruzalem 'For a thousand years'. Opnieuw een dramatische ballade, maar dit keer met minder succes: de 11de plaats met 50 punten was haar deel.
1993: 1X Band · 
1995: Darja Švajger · 
1996: Regina · 
1997: Tanja Ribič · 
1998: Vili Resnik · 
1999: Darja Švajger · 
2001: Nuša Derenda · 
2002: Sestre · 
2003: Karmen Stavec · 
2004: Platin · 
2005: Omar Naber · 
2006: Anžej Dežan · 
2007: Alenka Gotar · 
2008: Rebeka Dremelj · 
2009: Quartissimo feat. Martina · 
2010: Ansambel Žlindre & Kalamari · 
2011: Maja Keuc · 
2012: Eva Boto · 
2013: Hannah Mancini · 
2014: Tinkara Kovač · 
2015: Maraaya · 
2016: ManuElla · 
2017: Omar Naber · 
2018: Lea Sirk · 
2019: Zala Kralj & Gašper Šantl · 
2021: Ana Soklič · 
2022: LPS · 
2023: Joker Out · 
2024: Raiven · 
2025: Klemen